# Antonio Paoli
Antonio Paoli, nome completo Antonio Emilio Paoli y Marcano (Ponce, 14 aprile 1871 – San Juan, 24 agosto 1946) è stato un tenore portoricano.

## Biografia

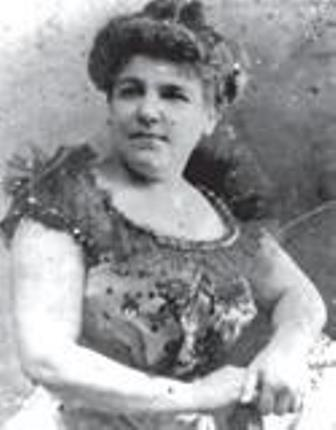
Sua sorella, il soprano Amalia Paoli

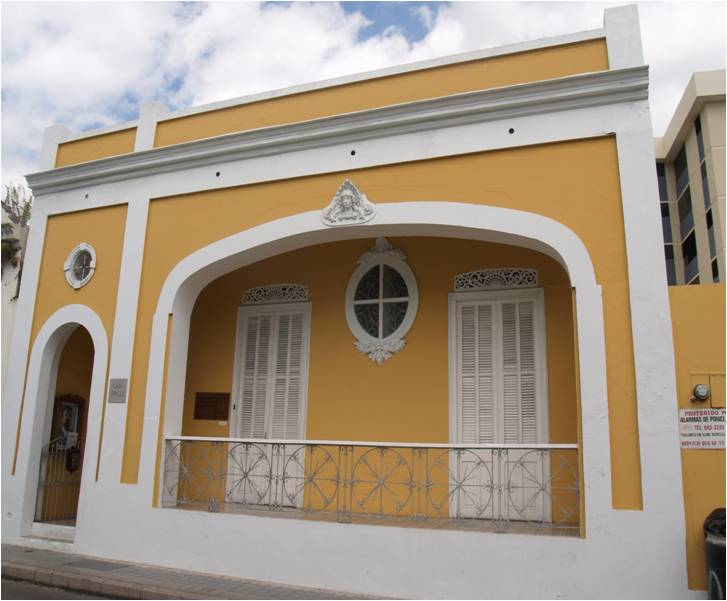
La casa di nascita di Antonio Paoli a Ponce

Paoli era conosciuto come "il re dei tenori" ai suoi tempi e il primo portoricano a raggiungere la fama internazionale nelle arti.
Si appassionò precocemente al canto grazie a un concerto del tenore italiano, Pietro Baccei nel Teatro La Perla di Ponce. I genitori di Paoli furono importanti nel supportarlo e guidarlo durante la sua infanzia, ma entrambi i suoi genitori morirono quando aveva solo dodici anni. Paoli andò poi a vivere con sua sorella Amalia, che si era trasferita in Spagna.
La sorella di Paoli, anche lei cantante soprano, aiutò il fratello ad ottenere una borsa di studio dai reali di Spagna, e nel 1882, iniziò i suoi studi al Real Monasterio del Escorial.
In seguito Amalia supportò di nuovo la formazione artistica di Paoli garantendogli una seconda borsa di studio per perfezionarsi in Italia. Quindi andò a studiare all'Accademia di canto de Teatro alla Scala di Milano, nel 1897, e dopo due anni debuttò nell'opera Guglielmo Tell di Gioachino Rossini, a Parigi.
Paoli evidenziò immediatamente un buon talento grazie al quale ottenne riconoscimenti in tutta Europa. Nel 1900 si esibì al Covent Garden di Londra e poco dopo, Paoli ritornò a Porto Rico.
Nel 1901, Paoli effettuò con successo un tour internazionale di concerti, cantando nelle opere Lohengrin di Richard Wagner e ne Il trovatore di Giuseppe Verdi, in città come Buenos Aires, San Pietroburgo e Varsavia, in paesi come Egitto, Palestina, Ungheria, Belgio, Cuba, Cile, Haiti, Colombia, Venezuela, Brasile, Canada e Stati Uniti d'America.
Paoli fu uno dei primi artisti lirici al mondo a registrare un'intera opera: Pagliacci di Ruggero Leoncavallo, nel 1907. Fu l'inizio di una carriera di grande successo come artista discografico.
Solo tre anni dopo, Paoli fu nominato "primo tenore" dal Teatro alla Scala. Nel 1912, cantò di nuovo nell'opera Lohengrin a Vienna ricevendo ampi consensi.
Ai tempi della prima guerra mondiale Paoli abbandonò l'Europa per Porto Rico; in America non riuscì ad esibirsi nel più famoso teatro d'opera: la Carnegie Hall, a New York, forse per la rivalità con Enrico Caruso.
Sebbene il successo sul palcoscenico e delle registrazioni discografiche gli procurassero notevoli introiti, Paoli ai tempi della prima guerra mondiale ebbe problemi finanziari.
Nel 1922 iniziò a insegnare canto nella sua città natale, a Porto Rico, fondando una scuola insieme a sua sorella Amalia.
Paoli morì senza figli, a causa del cancro, il 24 agosto 1946. Il conservatorio musicale per il quale si era impegnato negli ultimi anni di vita fu fondato nel decennio successivo.
Paoli si distinse per la robustezza della vocalità ampia nel registro centrale, di grande estensione timbratissima e squillante, che gli consentì di fare delle opere più ardue della corda tenorile il proprio repertorio, e di alternare tessiture molto impegnative per il registro estremo ad altre centralizzanti. Oltre ad essere un talento vocale, si dimostrò bravo anche per l'incisivo, nitido declamato, la drammaticità del fraseggio, l'arte scenica.

## Repertorio
| Ruolo                 | Titolo               | Autore      |
| --------------------- | -------------------- | ----------- |
| Fra Diavolo           | Fra Diavolo          | Auber       |
| Pollione              | Norma                | Bellini     |
| Don José              | Carmen               | Bizet       |
| Edgardo di Ravenswood | Lucia di Lammermoor  | Donizetti   |
| Roberto Devereux      | Roberto Devereux     | Donizetti   |
| Poliuto               | Poliuto              | Donizetti   |
| Andrea Chénier        | Andrea Chénier       | Giordano    |
| Eléazar               | L'ebrea              | Halévy      |
| Canio                 | Pagliacci            | Leoncavallo |
| Turiddu               | Cavalleria rusticana | Mascagni    |
| Osaka                 | Iris                 | Mascagni    |
| Guglielmo Ratcliff    | Guglielmo Ratcliff   | Mascagni    |
| Alim                  | Il re di Lahore      | Massenet    |
| Giovanni il Battista  | Erodiade             | Massenet    |
| Rodrigo               | Il Cid               | Massenet    |
| Nicias                | Thaïs                | Massenet    |
| Roberto               | Roberto il diavolo   | Meyerbeer   |
| Raoul de Nagis        | Gli ugonotti         | Meyerbeer   |
| Jean de Leyde         | Il profeta           | Meyerbeer   |
| Vasco da Gama         | L'Africana           | Meyerbeer   |
| Enzo Grimaldo         | La Gioconda          | Ponchielli  |
| Didier                | Marion Delorme       | Ponchielli  |
| Arnoldo Melchtal      | Guglielmo Tell       | Rossini     |
| Osiride               | Mosè in Egitto       | Rossini     |
| Nerone                | Nerone               | Rubinštejn  |
| Sansone               | Sansone e Dalila     | Saint-Saëns |
| Ernani                | Ernani               | Verdi       |
| Foresto               | Attila               | Verdi       |
| Duca di Mantova       | Rigoletto            | Verdi       |
| Manrico               | Il trovatore         | Verdi       |
| Don Alvaro            | La forza del destino | Verdi       |
| Don Carlo             | Don Carlo            | Verdi       |
| Radamès               | Aida                 | Verdi       |
| Otello                | Otello               | Verdi       |
| Tannhäuser            | Tannhäuser           | Wagner      |
| Lohengrin             | Lohengrin            | Wagner      |

## Discografia
- 1971 - Serie Artistas Célebres No. 1: Edición del Centenario del Tenor Antonio Paoli
- 1996 - Leoncavallo: Pagliacci
- 1998 - Antonio Paoli in arias from Otello
- 1999 - Great Voices
- 2000 - Antonio Paoli